# Ammoglanis amapaensis
Ammoglanis amapaensis es una especie de peces de la familia Trichomycteridae en el orden de los Siluriformes.

## Morfología
• Los machos pueden llegar alcanzar los 1,8 cm de longitud total.
- Número de  vértebras: 29-31.[1]

## Hábitat
Es un pez de agua dulce y de clima tropical.

## Distribución geográfica
Se encuentran en Sudamérica: Brasil.